# Marie-Claire von Berg
Titre
Princesse Consort de Hohenzollern
30 janvier 1681 – 13 août 1689
(8 ans, 6 mois et 14 jours)
Marie-Claire (Maria Clara) comtesse von Berg, née à Boxmeer le 27 avril 1644 et décédée à Sigmaringen le 15 juillet 1715 est une princesse-consort de la maison de Hohenzollern-Sigmaringen.

## Biographie
Marie-Claire von Berg est la fille d'Albert, comte von Berg et de 's-Heerenberg en Gueldre (1607-1656), et de Madeleine-Claude-Françoise de Cusance (1616-1689 ; sœur de Béatrice).
Elle épouse au château de Boxmeer le 12 janvier 1666 Maximilien Ier de Hohenzollern-Sigmaringen, alors prince régnant et devient dès lors princesse-consort de Hohenzollern-Sigmaringen.
Douze enfants sont nés de cette union, :
- Anne-Marie (Anna Maria) de Hohenzollern-Sigmaringen (Sigmaringen 21 décembre 1666 - Sigmaringen 3 août 1668)
- Marie-Madeleine (Maria Magdalena Klara) de Hohenzollern-Sigmaringen (Sigmaringen 3 octobre 1668 - 27 décembre 1725), religieuse au Kloster Wald, près de Sigmaringen
- Thérèse (Maria Theresia Cleopha) de Hohenzollern-Sigmaringen (Sigmaringen 26 octobre 1669 - Buchau 13 février 1731), Chanoinesse de Buchau
- Meinrad II de Hohenzollern-Sigmaringen, prince de Hohenzollern-Sigmaringen (Sigmaringen 1er novembre 1673 - Sigmaringen 20 octobre 1715) (d'où aussi la succession de Bergh)
- Ostwald (Franz Albert Oswald) de Hohenzollern-Sigmaringen (Boxmeer 24 juillet 1676 - Cologne 24 janvier 1748), Chanoine de Cologne
- François-Henri (Franz Heinrich) de Hohenzollern-Sigmaringen (Sigmaringen 4 avril 1678 - Cologne 5 mai 1731), Chanoine de Cologne et d'Augsbourg
- Charles-Antoine (Karl Anton) de Hohenzollern-Sigmaringen (Sigmaringen 14 novembre 1679 - Sigmaringen 10 avril 1684)
- Antoine-Sidonius (Anton Sidonius) de Hohenzollern-Sigmaringen (Sigmaringen 17 décembre 1681 - 18 février 1719); il épouse à Namiest le 23 janvier 1712 Marie-Josèphe, comtesse von Verdenberg zu Namiest (Brünn 10 mai 1687 - Brünn 23 novembre 1745), laquelle lui donne un fils.
- François (Johann Franz Anton) de Hohenzollern-Sigmaringen (Sigmaringen 30 juillet 1683 - disparu dans un combat au cours de l'année 1733); il épouse au château d'Haarbach, près de Landshut le 30 mars 1712 Marie-Barbara-Cordula von Lichtenhaag. Veuf, il épouse Antonia de Fraunberg (1705-?). Il n'eut aucune postérité de ses deux unions.
- Maximilien (Maximilian Froben Maria) de Hohenzollern-Sigmaringen (Sigmaringen 6 novembre 1685 - Salem 17 mars 1734), moine à l'abbaye de Salem.
- Charles (Karl) de Hohenzollern-Sigmaringen (1687-1689)
- Frédérique (Friederike Christiane Maria) de Hohenzollern-Sigmaringen (Radolfzell 12 novembre 1688 - Boxmeer 14 septembre 1745), elle épouse à Boxmeer le 6 juin 1718 Sébastien, comte von Montfort-Tettnang (†6 février 1728).